# 大果绵果芹
大果绵果芹（学名：Cachrys macrocarpa）为伞形科绵果芹属下的一个种。